# Olympia Multiplex 80
Olympia Multiplex 80 war ein computergesteuertes Datenerfassungssystem der Olympiawerke in Roffhausen, des Marktführers in den 1970er Jahren.

## Geschichte
Olympia Multiplex 80 ist eine für die Technikgeschichte beispielhafte Anwendung der PDP-8-Minicomputersysteme von DEC. Es war ein "key to tape"-Datenerfassungssystem, so wie nur einige Jahre später, Mitte der 1970er Jahre, Maestro I von Softlab.
DEC PDPs waren verhältnismäßig preiswert (den PDP-8 gab es für unter 20.000 US-$) und fanden so schnell Verbreitung in Universitäten und als Prozessrechner, zum Beispiel in der Computerisierung des amerikanischen Telefonnetzes von AT&T.
Die Zentraleinheit von Multiplex 80 wurde mit einem oder zwei DEC PDP-8-Minicomputern gesteuert. An die Zentraleinheit wurden etwa 20 Erfassungsplätze im Multiplexbetrieb angeschlossen.
Die Steuersoftware von Multiplex 80 war in PDP-Assembler von Norbert Dumke geschrieben, die Logikbausteine und Hardwaresteuerung von Gerd Müller konstruiert. Die Anwendungs- und Vertriebskonzeption für den Bank- und Sparkassenbereich war von Kurt Günther und Klaus Hanken.
Die Einweihung der Halle 1 der Hannover Messe CeBIT 1970 – „Centrum der Büro- und Informationstechnik“ war für die Olympiawerke ein Höhepunkt in der Firmengeschichte. Bereits Ende der 1950er Jahre war die Büroindustrie auf den dritten Platz der auf der Hannover Messe ausstellenden Industriezweige vorgerückt. Olympia war 1970 der größte Aussteller in der neuen CeBIT-Halle und stellte Multiplex 80 vor.
Die erste Installation von Multiplex 80 war bereits im Sommer 1969 bei der Deutschen Bank Hamburg erfolgreich abgeschlossen worden. Es folgten Installationen bei mehreren Großbanken und Sparkassen in Hannover, Frankfurt, Mannheim, München, Wien, Amsterdam und Paris.
Anfang 1972 wurde die direkte Übertragung, ohne Umweg über Magnetbänder, zuerst an Siemens-Großrechnern entwickelt.
Datenerfassungssysteme Multiplex 80 im Gesamtwert von mehr als 10 Millionen Mark wurden bis 1976 in der Bundesrepublik Deutschland installiert.
Es überwogen kommerzielle Anwendungen bei diesem „zweigleisig“ vertriebenen System: Den Vertrieb für den Bank- und Sparkassenbereich übernahm Olympia direkt, für die Betriebsdatenerfassung wurde Multiplex 80 von der Kabel- und Metallwerke Gutehoffnungshütte AG (Kabelmetal) angeboten.
Kabelmetal hatte in den 1960er Jahren mangels anderer Beschaffungsmöglichkeiten für seine eigenen Fertigungsstätten ein DE-System mit dezentraler Erfassung und zentraler Aufzeichnung der Daten selbst entwickelt und dann begonnen, diese Systeme auch an andere zu verkaufen.

## Historische Bilder

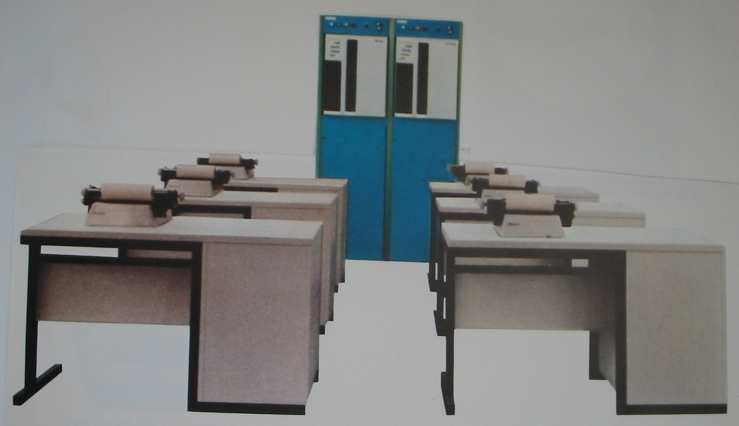
Zentraleinheit mit Datenerfassungsplätzen
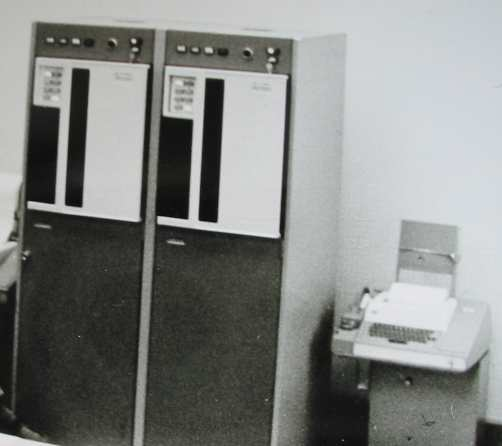
Installation 1971 in Wien
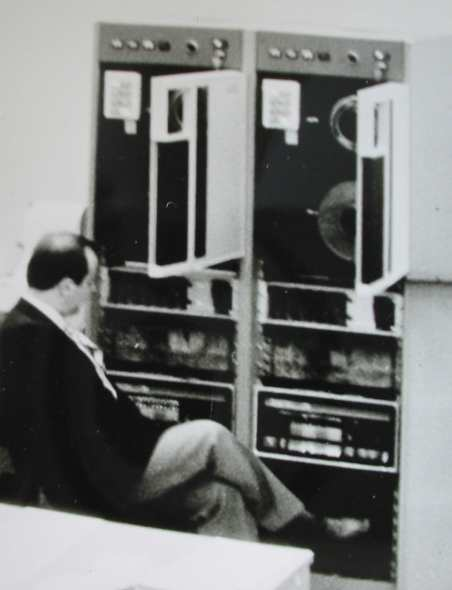
Zentraleinheit mit zwei PDP-8 Minicomputern

## Hardware

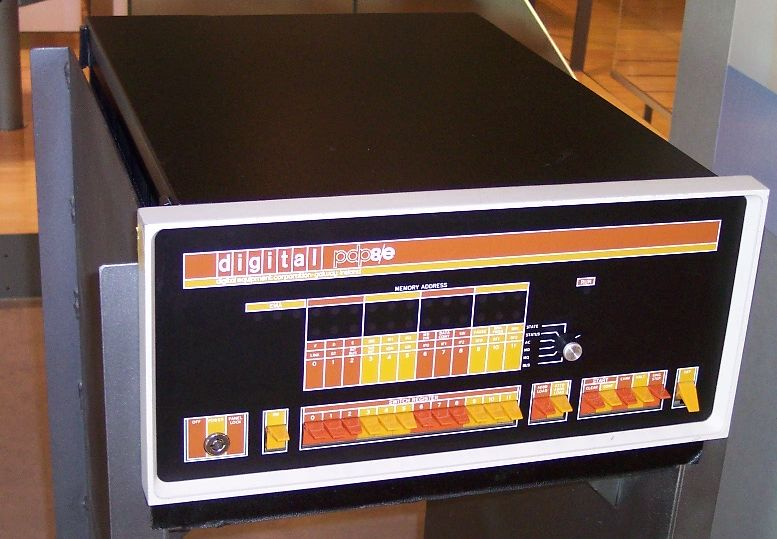
Ein DEC PDP-8e

Die Zentraleinheit von Multiplex 80 wurde mit DEC PDP-8-Minicomputern mit 4 oder 8 KB Hauptspeicher gesteuert.
Die erfassten Daten wurden blockweise auf Band geschrieben, dann offline mittels IBM-kompatibler Magnetbänder auf eine Großrechneranlage übertragen. Die Bandaufzeichnung erfolgte mit 9-Spuren 800 CPI, NRZI oder 1600 CPI PE (Phase Encoding).
- ANSI INCITS (R2003) Magnetic Tape for Information Interchange (9-Track, 800 CPI, NRZI; 1600 CPI, PE; and 6250 CPI, GCR)

- DEC PDP-8 ausführliche Beschreibung: PDP-8

## Software

Olympia Multiplex 80 – Software
Dokumentation von Prüfsoftware der Magnetbandsteuerung (Norbert Dumke)
PDP-8 Assemblercode (Norbert Dumke) Magnetbandsteuerung
Planung einer Prüfroutine 1971: Kontokorrent Valutierung – Ablaufdiagramm (Tamas Szabo)